# New Zealand KZ-1
Le yacht New Zealand KZ-1  est le challenger neo-zélandais du Mercury Bay Boating Club  de Whitianga lors de la  27eCoupe de l'America (America's Cup) en 1988 se déroulant à San Diego contre le defender américain Stars & Stripes US-1 du San Diego Yacht Club.

## Contexte
Le défi non conventionnel que fit Sir Michael Fay (banker) (en)  pour le KZ-1 a incité le président du syndicat américain Sail America Foundation Dennis Conner à répondre lui aussi avec une défense non conventionnelle. Faute de temps pour répondre à la manifestation internationale prévue en 1992, les Américains ont conçu et construit le catamaran Stars & Stripes US-1 de plus petite taille. Celui-ci, skippé par dennis Conner a remporté le défi, bien que la plupart de la bataille fut livrée en cours de justice.

## Construction
New Zealand KZ-1 est un monocoque de 90 pieds (environ 27 m)
qui a été conçu par Bruce Farr. Il a une coque faite en fibre de carbone et Kevlar/Nomex sandwich.

## Carrière
Le yacht de course néo-zélandais New Zeland KZ-1 surnommé Big Boat skippé par David Barnes (sailor) (en) a perdu par 2 manches à 0.
KZ 1 est maintenant exposé au New Zealand Maritime Museum d'Auckland.

Guidon du Mercury Bay